# Кабэ-дон
Кабэ-дон (яп. 壁ドン, Стена + «дон») — ситуация, часто используемая в японских фильмах, аниме и манге для девушек и молодых женщин. Мужчина силой прижимает девушку к стене, преграждая ей пути к отступлению, и при ударе ладони о стену получается звук «дон». Кабэ-дон стал популярен как «искусный способ признания».

## Возникновение
Термин «Кабэ-дон» впервые появился в 2008 году, когда певица и сэйю Рёко Синтани описала его как «милую ситуацию». Впоследствии термин стал узнаваемым и начал часто использоваться в японских фильмах, аниме и манге для девушек и молодых женщин, а также обрёл широкую популярность среди учениц старших классов и студенток.

## Разновидности
- Кабэ-дон с аго-куи (яп. 顎クイ) — кабэ-дон с поднятием подбородка другого человека своей рукой[3].
- Юка-дон (яп. 床ドン, Пол + «дон») — кабэ-дон, но другой человек прижимается не к стене, а к полу[3].